# Йоган Пауль ван Лімбурґ-Стірум
Йоган Пауль, граф ван Лімбурґ-Стірум (нід. Johan Paul van Limburg Stirum; 2 лютого 1873 — 17 квітня 1948) — нідерландський дипломат, п'ятдесят п'ятий генерал-губернатор Голландської Ост-Індії.

## Біографія

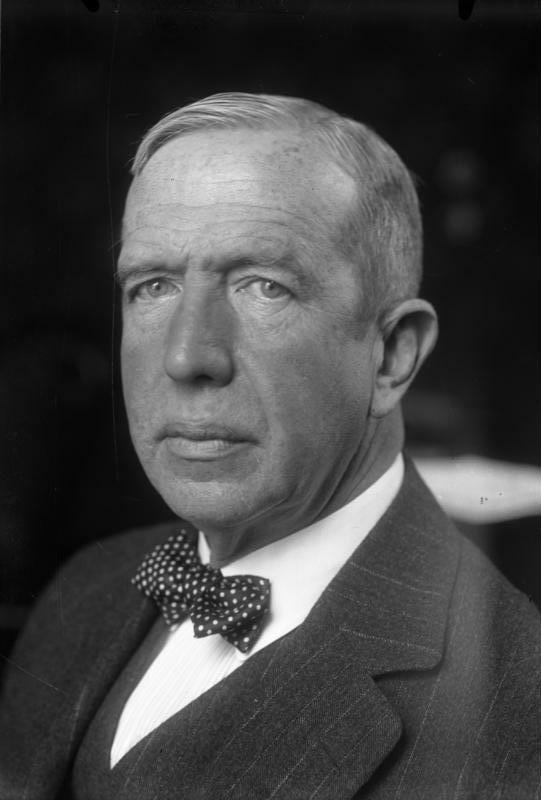
Йоган Пауль ван Лімбурґ-Стірум в 1924 році

Йоган Пауль ван Лімбурґ-Стірум вчився у Лейденському університеті. Завершив навчання в 1895 році. У молоді роки вступив на дипломатичну службу. Був послом в Китаї та Швеції.
У 1916 році був призначений генерал-губернатором Ост-Індії. На цій посаді він сприяв економічній самостійності Ост-Індії, просував політичні і економічні реформи, такі як, наприклад, розширення повноважень Фольксраада і децентралізація. Він підтримував голладську етнічну політику. Ван Лімбург-Стріум налагодив співпрацю з міністром колоній Іденбургом, однак у нього були непрості відносини з Сімоном де Граафом. 
Після від'їзду з ост-Індії він повернувся до дипломатії. Він став послом в Єгипті, а в 1925 році став нідерландським послом в Німеччині. Був противником нацистської політики, відмовлявся приймати членів НСРПН до своєї відставки в 1936 році.
З 1936 до кінця своєї кар'єри в 1939 був нідерландським послом у Великій Британії. 
Помер 17 квітня 1948 року в Гаазі.